# Run or Die
 (août 2013).
Si vous disposez d'ouvrages ou d'articles de référence ou si vous connaissez des sites web de qualité traitant du thème abordé ici, merci de compléter l'article en donnant les références utiles à sa vérifiabilité et en les liant à la section « Notes et références ».
Run or Die (Loosies) est un film américain réalisé par Michael Corrente, sorti en 2011, avec Peter Facinelli, Jaimie Alexander, Michael Madsen et Vincent Gallo. 

## Synopsis
Bobby, un jeune pickpocket sans domicile fixe, qui vole pour rembourser les dettes de son père décédé, rencontre Lucy, une aventure d'un soir qui va tout changer dans sa vie, notamment quand elle lui apprend trois mois plus tard qu'elle est enceinte de lui…
À la suite de cette révélation, le jeune homme va alors devoir prendre ses responsabilités.

## Fiche technique
- Réalisation : Michael Corrente
- Scénario : Peter Facinelli
- Dates de sortie : 
  - 11 janvier 2012

## Distribution
- Peter Facinelli (VF : Rémi Caillebot) : Bobby
- Jaimie Alexander (VF : Julie Deliquet) : Lucy
- Michael Madsen (VF : Frédéric Souterelle) : lieutenant Nick Sullivan
- Vincent Gallo (VF : François Creton) : Jax
- William Forsythe (VF : Pascal Casanova) : le capitaine Edwards
- Joe Pantoliano (VF : Patrick Pellegrin) : Carl
- Christy Carlson Romano (VF : Emma Darmon) : Carmen

Source et légende : Version française (VF) sur RS Doublage et selon le carton du doublage français sur le DVD zone 2.